# برهان امکان و وجوب
برهان امکان و وجوب، که به نامهای برهان امکان، برهان امکان ماهوی، برهان سینوی و حتی برهان جهان شناختی نیز خوانده شده‌است؛ گونه‌ای برهان وجودی است که بر مبنای امکان وجود بنا شده‌است.
ابوعلی سینا نخستین واضع این برهان می‌باشد. در مغرب زمین نیز آکویناس و لایبنیتز، به ترتیب در برهان سوم از براهین پنجگانه، و برهان مابعدالطبیعی امکان به شرح تقریرهای دیگری از آن پرداختند.

## برهان وجودی ابن سینا
ابن سینا در برهان سینوی بیان می‌کند که هرچیزی که بتوان تصور کرد، اعم از اینکه وجود داشته باشد یا نه، یکی از این ۳ وضعیت را دارد:
- واجب‌الوجود(موجود بالذات): چیزی که وجود نداشتن آن محال است.
- ممکن‌الوجود (موجود بالغیر): آنچه وجود برایش نه محال باشد و نه ضروری، یعنی چیزی که ممکن است موجود باشد و ممکن است موجود نباشد. به عبارت دیگر بودن و نبودن برایش مساوی است.
- ممتنع‌الوجود: چیزی که وجود داشتن آن محال است.

با استفاده از مفهوم واجب‌الوجود:
- واجب‌الوجود ازلی و ابدی است؛ زیرا با نبود آن در هر زمانی، دیگر نبودنش محال نیست و این خلاف فرض است (یعنی اگر چنین باشد دیگر آن موجود واجب الوجود نیست).
- واجب‌الوجود نمی‌تواند به هیچ شرطی مشروط و به هیچ چیزی وابسته باشد؛ زیرا اگر اینطور باشد، وجود چیزی که وجود نداشتن آن محال است نقض می‌شود.
- واجب‌الوجود خالص و یکپارچه‌است و مرکب نیست؛ زیرا خلاف فرض است.
- واجب‌الوجود یکتا و واحد است؛ زیرا اگر مثلاً دو واجب‌الوجود داشته باشیم، باید یکی صفتی داشته باشد که دیگری ندارد، زیرا در غیر این صورت، هردو یکی بودند و دیگر تفاوتی نداشتند؛ پس موجود مذکور متناهی و محدود است و دیگر واجب نیست.

بر این اساس، هر موجودی، یا واجب‌الوجود بالذات است یا ممکن‌الوجود بالذات. در فرض نخست، مطلوب، ثابت و حاصل است؛ و در فرض دوم، ممکن برای موجود شدن، نیازمند واجب است.
در توضیح بیشتر می‌توان گفت که ترجیح ممکن (به وجود یا عدم) بلامرجح (واجب) محال است.

### نامستند بودن ادعای ممکن بودن جهان به عنوان یک کل
هیوم می گوید از این قول که در جهان پدیده‌هایی را می‌یابیم که وجودشان ممکن به نظر می‌رسد، نتیجه گرفته نمی‌شود که جهان به عنوان یک کل ممکن است؛ برهان نیازمند اثبات ممکن بودن جمیع عالمیان است، اما نمی‌تواند مدعی ممکن بودن مجموع عالمیان باشد.

### نقد اشکال هیوم
عبدالله جوادی آملی می‌گوید بطلان اشکال از این جهت است که مستشکل گمان برده در استدلال از امکان ماهوی، وجود مجموع عالمیان استفاده شده‌است. قضیه مورد استفاده در این برهان این است که ممکن بدون استفاده از غیر، هرگز موجود نمی‌شود و این قضیه‌ای حقیقیه است که بر جمیع ممکنات، نه مجموع آن‌ها صادق است.

## برهان وجودی آکویناس

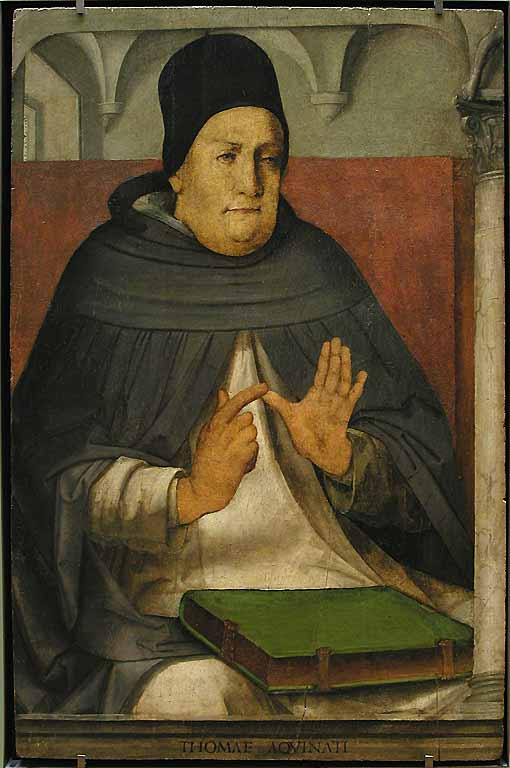
قدیس توماس آکویناس

سومین برهان از براهین پنجگانه توماس آکویناس چنین مضمونی دارد:
وقتی به پدیده‌های اطرافمان نگاه می‌کنیم، وجود آن‌ها را (و همین‌طور عدم وجود آن‌ها را) ممکن و غیرضروری می‌یابیم. یعنی هم می‌توانند باشند و هم می‌توانند نباشند. اگر همه چیزها چنین باشند، هیچ چیز در آغاز وجود پیدا نمی‌کرد، و در نتیجه اکنون نیز چیزی وجود نمی‌داشت؛ بنابراین باید موجودی وجود داشته باشد، که وجودش ضروری و واجب باشد، تا وجود موجودات ممکن به خاطر وجود آن موجود ضروری، توجیه شود.

### نقد تقریر آکویناس
با توجه به اینکه آکویناس برای تعریف ممکن‌الوجود مصداق هم ذکر کرده (پدیده‌های اطرافمان) ایراد برهان سینوی بر آن وارد نیست.

#### نپذیرفتن ممکن بودن هر یک از اشیا
سخن ابن رشد :
تقسیم موجود به واجب و ممکن نادرست است، زیرا موجود یعنی آنچه وجود دارد و آنچه هست نمی‌تواند نسبت به هستی و عدم ممکن (مساوی) باشد.

#### نقد اشکال ابن رشد
اگر یکی از ممکنات که اکنون وجود دارد را در نظر بگیریم، از فرض عدم وجود آن در گذشته یا آینده تناقضی حاصل نمی‌شود. پس می‌توان زمانی را در نظر گرفت که نبودن یا بودن آن ممکن است. سخن ابن رشد دربارهٔ آنچه که اکنون هست صحیح است. اما تساوی نسبت به عدم و وجود به معنی آن است که وجود آن ضرورتی ندارد. نه این که آنچه که هست، هم عدم در آن باشد و هم هستی به گونه‌ای که تساوی بین این دو باشد. بلکه به معنی آن است که ضرورتی برای وجود آن نیست.

## برهان وجودی لایبنیتز
برهان امکان و وجوب در میان حکمای اسلامی با طرز تلقی لایب نیتس متفاوت است.
در سال ۱۹۴۸، مناظره‌ای در باب وجود خداوند، میان برتراند راسل و فردریک کاپلستون برگزار می‌شود، که تلویزیون بی‌بی‌سی آن را پخش نمود. در این مناظره، کاپلستون تحت تعبیر برهان مابعدالطبیعی امکان (به انگلیسی: Argument from Metaphysical Contingency) برهانی را بدین تقریر از لایبنیتز نقل می‌کند:
 اول از همه باید بگویم می‌دانیم موجوداتی در جهان هستند که دلیل وجودی خویش را درون خود ندارند. به عنوان مثال من به والدین خویش و اکنون به هوا، غذا، و نظایر اینها متکی هستم.
اکنون، ثانیاً، جهان صرفاً مجموعه‌ای واقعی یا تصور شده از ابژه (عینیت) (به انگلیسی: Objects)‌هایی انفرادی است که هیچ‌کدام از آن‌ها دلیل وجودی خودشان را تنها در درون خویش ندارند. همان‌طور که نژاد انسانی چیزی جز اعضا و آحاد آن نیست، جهان هم مجزا از عینیاتی که آن را می‌سازند، وجود ندارد؛ بنابراین باید بگویم که چون عینیات وجود دارند، و چون هیچ عینیت مورد تجربه‌ای دلیل وجودی خویش را درون خویش شامل نمی‌شود، این دلیل، یعنی کلیت عینیت (متعلقات خارجی) باید دلیلی در بیرون از وجود خویش د اشته باشد.

دلیل یا علت وجودی مذکور باید یک هستی موجود باشد. خوب، این هستی یا خودش دلیل وجود خود می‌باشد یا اینکه اینطور نیست. اگر چنین است که بسیار خوب، و اگر چنین نیست که باید باز هم جلوتر رویم. اما اگر بدین ترتیب تا بینهایت جلو برویم، در آن صورت اصلاً هیچ توجیهی از وجود نخواهیم داشت؛ بنابراین، باید بگویم برای توجیه و تبیین وجود باید به هستی یا موجودی برسیم که علت وجودی خویشتن را در درون خود جای داده‌است، یعنی اینکه نتواند غیر موجود شود.

### نقد تقریر لایبنیتز

#### اشکال اول کانت
سخن ایمانوئل کانت:
مردم در همهٔ زمان‌ها از موجود مطلقاً ضروری سخن گفته‌اند، ولی سعی نکرده‌اند بفهمند آیا اصلاً می‌توان شیئی این چنین را تصور کرد؟ و چگونه؟ بلکه بیشتر به دنبال اثبات وجود او بوده‌اند. شکی نیست که تعریف لفظی این مفهوم آسان است، یعنی بگوییم: واجب الوجود چیزی است که عدم آن غیرممکن است؛ ولی ما به این طریق در رابطه با شرایطی که ضروری می‌سازند تا عدم یک شیء را که مطلقاً تصورناپذیر است لحاظ کنیم، آگاهی بیشتری به دست نمی‌آوریم؛ و این شرایط دقیقاً همانهایی هستند که در صدد دانستن آن‌ها هستیم، یعنی اینکه آیا، به وسیله این مفهوم اصلاً چیزی را می‌اندیشیم یا نه؟ چرا که با به کار بردن کلمه نامشروط، همه شرایطی را که ادراک‌کننده نیاز دارد تا چیزی را ضروری لحاظ کند دور انداخته‌ایم، و این استعمال لفظ به عنوان شی به‌طور نامشروط ضروری به هیچ وجه برای من مشخص نمی‌سازد که آیا ما دربارهٔ چیزی می‌اندیشیم یا شاید اصلاً هیچ چیز را به اندیشه نمی‌آوریم.
این انتقاد مورد توجه برخی فیلسوفان تحلیلی نیز قرار گرفته‌است. افرادی همچون برتراند راسل و جان هاسپرز نیز صورت‌هایی دیگر از این انتقاد را مطرح نموده‌اند.

#### اشکال دوم کانت

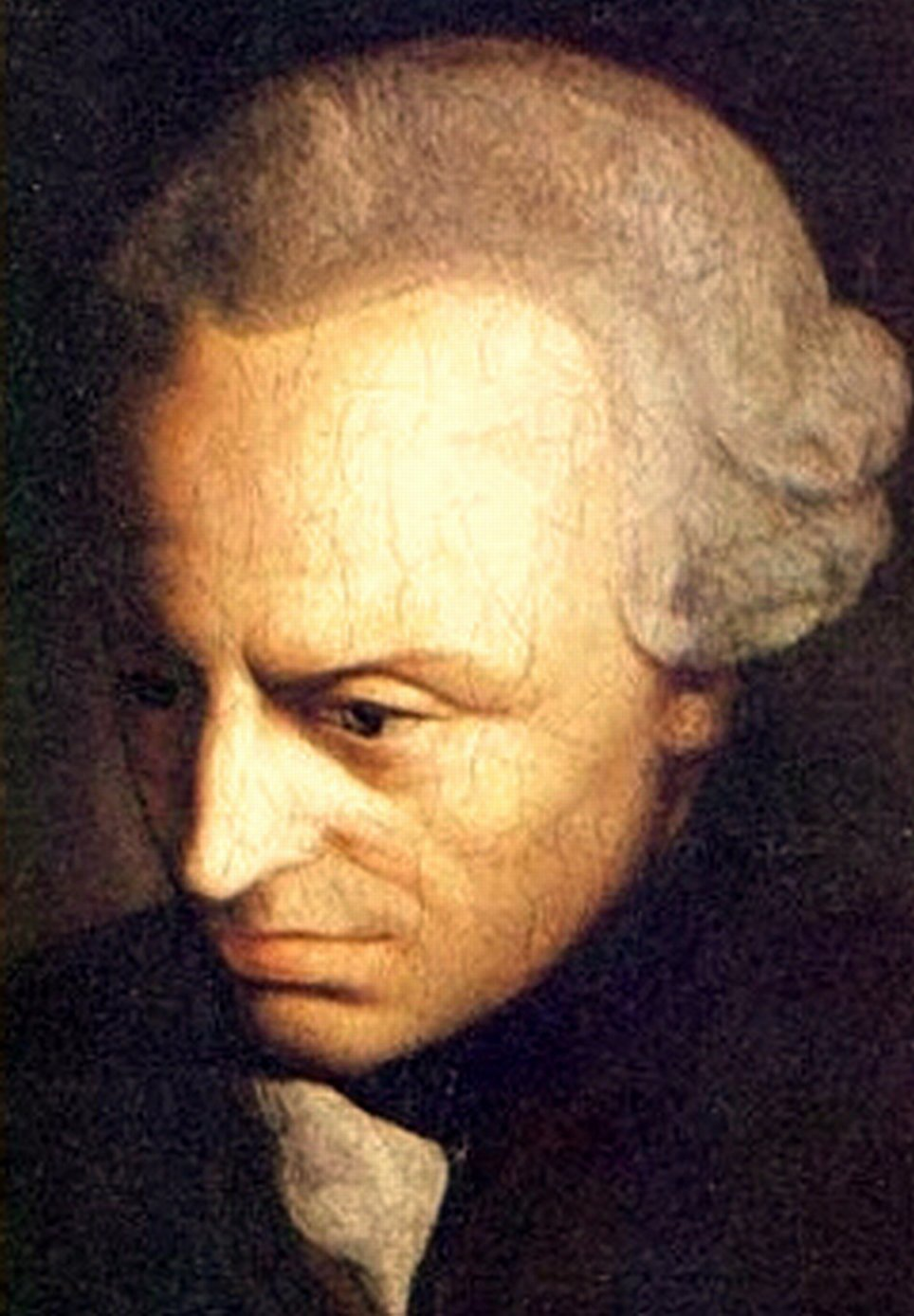
کانت

اساس برهان در جستجوی ما برای پاسخ به پرسش چرا ممکن هست؟ بنا شده‌است. یعنی ما وجود داریم، در حالی که ممکن بود نباشیم، زیرا علت وجودیمان در درونمان نیست؛ پس کسی هست که دلیل وجودیش درون خود اوست.
حال به تصریح کانت، اگر بپرسیم چرا واجب هست؟ چه پاسخی برای آن داریم:
- اگر بگوییم واجب هست زیرا اگر واجب نبود، توضیحی برای وجود ممکنات نداشتیم، یعنی اولاً همان‌طور که ممکن به واجب نیازمند است، واجب نیز به ممکن نیازمند است؛ و ثانیاً اگر واجب ممکنات را خلق نکرده بود، خودش هم نباید موجود می‌بود.
- تنها یک راه باقی می‌ماند، و آن اینکه گفته شود واجب هست زیرا خودش یعنی همانی که هست، و نبودش متناقض است، که این گفته همان برهان آنسلمی است.[۴]

##### تأیید اشکال کانت توسط مطهری
مرتضی مطهری در کتاب توحید می‌گوید: لایب نیتس یکی از حکمای معروف اروپا همین برهان را باز به شکل دیگری قبول و تقریر کرده‌است ولی کانت آلمانی آمده و این برهان را رد کرده‌است. این امر نشان می‌دهد که این برهان، برهانی نبوده و رد او هم رد بجایی است.

#### اشکال هیوم
دیوید هیوم:

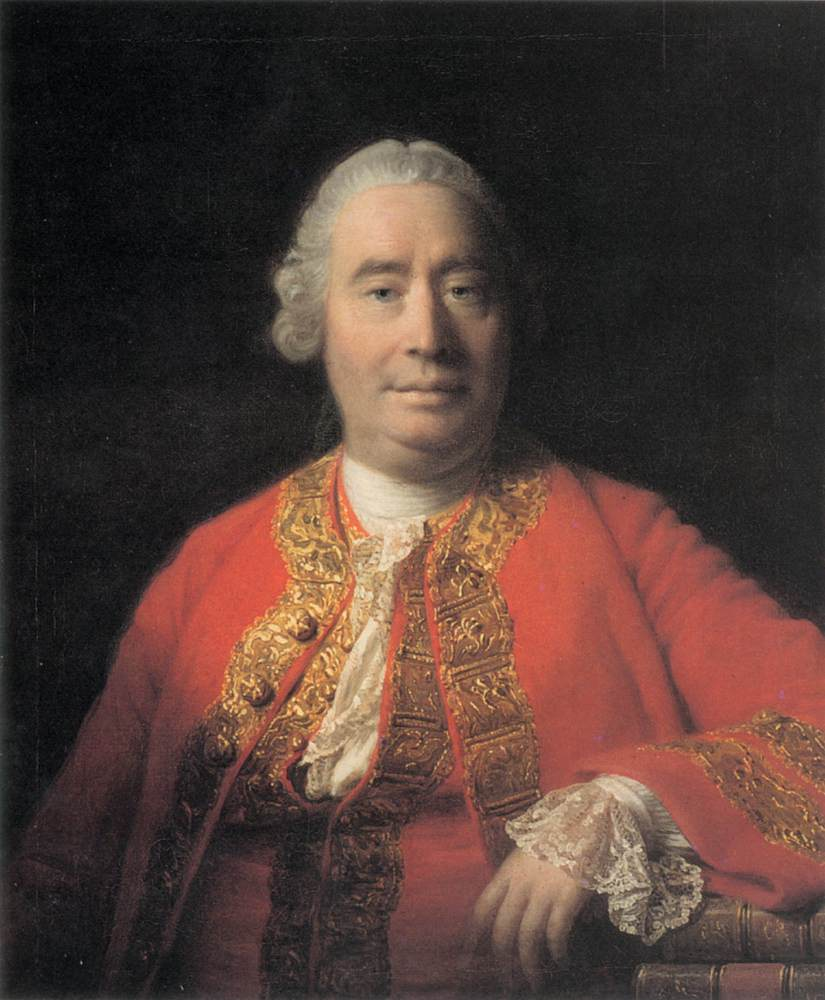
هیوم

1. هیچ چیزی اثبات نمی‌شود مگر آنکه نقیض آن مستلزم تناقض باشد.
2. هیچ چیز به‌طور متمایز قابل تصور، مستلزم تناقض نیست.
3. تصور هر شی موجود به صورت ناموجود، مستلزم امتناع منطقی نیست.
4. پس موجودی نیست که عدم وجود آن مستلزم تناقض باشد.
5. در نتیجه، هیچ موجودی که وجودش عقلاً قابل اثبات نباشد وجود ندارد.

فرم منطقی نقد هیوم
1."If A, then B"
2."No X such that X and Not X"
3."Not (X implies Not X)"
4."Not (There exists X: Not X implies Contradiction)"
5."Not (There exists X: Not (Provable(X)))"

#### اشکال راسل

راسل

برتراند راسل در مناظره با کاپلستون:
 کلمه واجب کلمه‌ای بی فایده‌است، مگر در اطلاق به قضایای تحلیلی، وگرنه در اطلاق به اشیا بی فایده‌است.

## برهان وجودی در احادیث شیعیان
در حدیثی از جعفر بن محمد شیعیان با این تقریر آمده: 
چیزی که نبود، و موجود شده‌است، یا خودش خود را موجود کرده، یا غیر او. اگر خودش خود را موجود کرده باشد، یا در هنگامی که موجود بوده سبب وجود خود شده‌است، یا هنگامی که نبوده. در صورت اول، وجود بخشیدن به موجود، محال است؛ و در صورت دوم باید معدوم، علت وجود شود، و آن هم محال است؛ و اگر غیر او، او را به وجود آورده، اگر غیر آن مانند آن چیز نبوده و موجود شده، حکم او حکم همان چیز است.